# Armnews
«Armnews» — армянский информационный телеканал. Начав вещание 31 октября 2001 года, долгое время транслировал передачи телаканала Euronews, но начиная с 2011 года, полностью обновив свою техническую базу, канал транслирует в основном программы собственного производства. Аудитория канала - около 2 млн зрителей. 1 августа журналист Армения 1 Артак Алексанян был назначен на должность директора информационных программ на телеканале «Armnews», заменив на этом посту Менуа Арутюняна.
С 2012 года канал, наряду с USArmenia и ATV, вошёл в состав холдинга PanArmenian Media.
Во время парламентских выборов 2012 года в Армении, по результатам мониторинга, телеканал наиболее сбалансированно освещал избирательную кампанию. Также телекомпания «Armnews», до парламентских выборов в Армении, заказала у международной организации Gallup провести социальные опросы. 
10 февраля 2022 года канал был закрыт из-за того, что не смог продлить лицензию.